# Fjodor Andrejevič Lindfors
Fjodor Andrejevič Lindfors (rusko Фёдор Андреевич Линдфорс), ruski general, * 1760, † 1813.
Bil je eden izmed pomembnejših generalov, ki so se borili med Napoleonovo invazijo na Rusijo; posledično je bil njegov portret dodan v Vojaško galerijo Zimskega dvorca.

## Življenje
9. aprila 1777 je kot navadni vojako vstopil v dvorni Semjonovski polk; v bojih s Turki se je izkazal, tako da je bil nazadnje povišan v višjega vodnika in bil 21. januarja 1781 premeščen v redno vojsko in sicer v Našeburški mušketirski polk. Leta 1783 je bil povišan v podporočnika, leta 1787 v stotnika in decembra 1787 v majorja. 
19. septembra 1789 je bil premeščen v Sanktpeterburški polk Friedricha Wilhelma III., v sestavi katerega se je udeležil bojev proti Poljakom. 28. novembra 1798 je bil povišan v podpolkovnika in 31. januarja 1800 v polkovnika. 19. decembra 1802 je postal poveljnik Sanktpeterburškega grenadirskega polka in 9. februarja 1805 je postal poveljnik Tobolskega mušketirskega polka. 6. septembra 1805 je bil povišan v generalmajorja ter istočasno imenovan za poveljnika Tenginskega mušketirskega polka.
24. avgusta 1806 je postal poveljnik Jakutskega pehotnega polka, s katerim se je udeležil bojev proti Prusom. 4. marca 1810 je bil na ukaz vojaškega sodišča odstranjen iz položaja, a je bil 12. decembra istega leta aktiviran. 17. januarja naslednjega leta je postal istočasno poveljnik galacijskega polka in 1. brigade 13. pehotne divizije. 
Med bitko za Leipzig je bil hudo ranjen, tako da je 8. oktobra 1813 za posledicami ran tudi umrl.

## Družina
Imel je tri sinove:
- Fjodor Fjodorovič Lindfors (general),
- Ivan Fjodorovič Lindfors (častnik) in
- Nikolaj Fjodorovič Lindfors (književnik).